# Ceratosphaeria subferruginea
Ceratosphaeria subferruginea är en svampart som tillhör divisionen sporsäcksvampar, och som först beskrevs av Karl Wilhelm Gottlieb Leopold Fuckel, och fick sitt nu gällande namn av Anders Munk. Ceratosphaeria subferruginea ingår i släktet Ceratosphaeria, och familjen Magnaporthaceae. Arten är reproducerande i Sverige.